# Fara (Bloke, Slovenija)
Fara je naselje u slovenskoj Općini Bloki. Fara se nalazi u pokrajini Notranjskoj i statističkoj regiji Notranjsko-kraškoj. 

## Stanovništvo
Prema popisu stanovništva iz 2002. godine naselje je imalo 56 stanovnika.